# Zwarte Madam
De Zwarte Madam is een figuur uit de reeks Suske en Wiske. Ze is een robuuste blondharige heks die met een Frans accent praat en een zwarte jurk versierd met planeten, sterren en manen draagt. Ze draagt een punthoed en is een van de antagonisten in de serie. De Zwarte Madam werkt als authentieke Vlaamse folklorefiguur vaak samen met Kludde en Lange Wapper. In de aankondiging van het eerste verhaal waarin ze voorkomt, verwijst Willy Vandersteen naar 'de kwade hand'.
In de kronieken van Amoras speelt de Zwarte Madam een hoofdrol in het album Gardavu!, het vierde deel uit deze stripserie.

## Personage
De Zwarte Madam debuteerde in het gelijknamige album, De zwarte madam (1947), waar ze samen met Kludde en Lange Wapper zich probeert te wreken op de mensheid die thans banger is van atoomwapens dan van echte spoken en geesten. Ze manipuleren hierbij Lambik zodat hij in hun plaats terroristische aanslagen gaat plegen. Later stelen ze ook het goud van de Nationale Bank van België. Aan het einde van het album wordt ze verslagen en verbannen naar de hemel Fantasia, "voor gepensioneerde fantasiewezens". Aan het einde van het album De zingende zwammen (1960) blijkt dat ze hier nog altijd verblijft.
De heks kreeg pas terug een grotere rol in De maffe maniak (1977), waar ze de rijke zakenman Big Shot ontvoert om hem tot haar opvolger te maken. In Amoris van Amoras (1984) is ze samen met andere slechte personages uit eerdere albums naar Amoras verhuisd, waar ze haar leven lijkt te hebben gebeterd en voortaan deel uitmaakt van de hofhouding. Later blijkt dat ze nog steeds onverbeterlijk slecht is. In De verdwenen verteller (2002) ontvoert ze Suske en Wiske-tekenaar Paul Geerts, zodat hij een nieuwe stripreeks kan maken rond haar. Ze verandert Schanulleke in een kwaadaardig klein meisje in het album De treiterende trien (2007) en in De stuivende stad (2010) gebruikt ze een toverbrouwsel om een steen alsmaar te laten groeien. In De schaal van moraal (2016) komt de Zwarte Madam ook voor, hier is ze een handlanger van Krimson. In Het gewiste Wiske (2020) wil de Zwarte Madam de leider van alle spoken worden, deze rol nam ze van Sus Antigoon over, zodat ze de drie kwellingen over de wereld kan laten gaan. In De zoevende zusters (2023) heeft de Zwarte Madam zich vermomd als lady Sabel en ze lokt Wiske naar haar hutje. Lange Wapper en Kludde zijn ook in vermomming aanwezig. Ook tante Sidonia, Net de Anker, Big Snowbell, Anne-Marie van Zwollem en Celestien Boemerang worden in de val gelokt. In De anonieme alchemist speelt de Zwarte Madam ook een korte rol.

## Kenmerken
De kleding en punthoed van de Zwarte Madam lijken op die van de heks uit Poppy en Maggy die Willy Vandersteen tekende voor Le Petit Monde. Slechts drie weken later verscheen de aankondiging voor het album De Zwarte Madam. 
De Zwarte Madam gebruikt vaak de uitroep 'Gardavu!', wat een verbastering is van 'garde-à-vous' (geef acht, opgepast).

## Trivia
- De Zwarte Madam is ook de naam van een sinister standbeeld in Kortenberg (België). Ze staat in het Silsombos, dat deel uitmaakt van De Groene Vallei. Dit standbeeld verwijst naar een vrouw, die zich, nadat ze afgewezen is door een soldaat, van verdriet in de beek ernaast stort en verdrinkt. Haar geest zwerft daar nog steeds rond en lokt argeloze reizigers het water van de beek in.